# 第101後方支援隊
第101後方支援隊（だいひゃくいちこうほうしえんたい、JGSDF 101st Logistic Support Troop）は、陸上自衛隊那覇駐屯地（沖縄県那覇市）に駐屯していた第1混成団隷下の後方支援部隊で2010年（平成22年）3月25日に廃止された。

## 概要
第1混成団の後方支援業務を任務とするほか、災害派遣や民生協力を行っていた。また、第1混成団管内には駐屯地業務隊が置かれていないため、管内の駐・分屯地における駐屯地管理業務も担当していた。

## 沿革
- 1973年（昭和48年）10月16日：第1混成団が編成され隷下部隊として第101後方支援隊が那覇駐屯地において編成完結。
- 1974年（昭和49年）6月5日：第101後方支援隊補給整備隊弾薬班を特別不発弾処理隊に臨時編成。
- 1993年（平成05年）3月30日：特別不発弾処理隊を第101不発弾処理隊に改編。
- 2010年（平成22年）3月25日：第1混成団の第15旅団への改編に伴い第101後方支援隊（那覇駐屯地）が廃止。補給整備業務は第15後方支援隊へ、駐屯地管理業務は那覇駐屯地業務隊へと機能別に改編。

## 廃止時の部隊編成
- 第101後方支援隊本部
- 第101後方支援隊本部付隊「101後支-本」
- 補給整備隊
  - 補給整備隊本部
  - 補給小隊
  - 整備小隊
- 管理隊
  - 管理隊本部
  - 管理隊本部付隊
  - 管理小隊（主として那覇駐屯地の管理科業務を担当）
  - 厚生班（兼 那覇駐屯地の厚生科業務を担当）
  - 輸送小隊
  - 衛生小隊（兼 那覇駐屯地衛生業務を担当）
  - 分屯地管理班
    - 白川派遣隊（白川分屯地）
    - 勝連派遣隊（勝連分屯地）
    - 八重瀬派遣隊（八重瀬分屯地）
    - 南与座派遣隊（南与座分屯地）
    - 知念派遣隊（知念分屯地）

## 主要幹部
| 代 | 氏名                 | 在職期間                        | 前職                                                   | 後職                             |
| -- | -------------------- | ------------------------------- | ------------------------------------------------------ | -------------------------------- |
| 01 | 弓削直人 （3等陸佐） | 1973年10月16日 - 1975年07月15日 | 臨時第101後方支援隊長 →1974年7月1日 2等陸佐昇任        | 玖珠駐屯地業務隊長               |
| 02 | 林田芳正 （3等陸佐） | 1975年07月16日 - 1977年03月15日 | 陸上自衛隊九州地区補給処勤務 →1976年1月1日 2等陸佐昇任 | 陸上自衛隊武器補給処勤務         |
| 03 | 小林茂昭 （2等陸佐） | 1977年03月16日 - 1979年03月15日 | 陸上自衛隊施設学校勤務                                 | 陸上幕僚監部装備部需品課営繕班長 |
| 04 | 尾田末一 （2等陸佐） | 1979年03月16日 - 1980年07月31日 | 中部方面総監部防衛部勤務                               |                                  |
| 05 | 園川清               | 1980年08月01日 - 1982年03月15日 | 第3特科群副群長                                        | 陸上自衛隊幹部候補生学校学校教官 |
| 06 | 西原修               | 1982年03月16日 - 1984年03月15日 | 中部方面総監部装備部需品課長                           | 陸上自衛隊需品補給処勤務         |
| 07 | 川鍋光雄             | 1984年03月16日 - 1986年03月16日 | 陸上自衛隊幹部学校学校教官                             | 陸上自衛隊幹部学校学校教官       |
| 08 | 中山英二             | 1986年03月17日 - 1988年03月31日 | 自衛隊佐賀地方連絡部副部長 →1986年4月1日 1等陸佐昇任   | 西部方面総監部人事部募集課長     |
| 09 | 肥後浩二             | 1988年04月01日 - 1990年07月31日 | 自衛隊福岡地方連絡部勤務 →1988年7月1日 1等陸佐昇任     | 第4師団司令部勤務                |
| 10 | 古賀渉               | 1990年08月01日 - 1992年07月31日 | 陸上自衛隊富士学校研究員                               | 陸上自衛隊武器学校学校教官       |
| 11 | 松井和道             | 1992年08月01日 - 1995年03月27日 | 湯布院駐屯地業務隊長                                   | 第3陸曹教育隊長                  |
| 12 | 中尾英夫             | 1995年03月28日 - 1997年03月25日 | 中部方面総監部総務部広報室長                           | 高射教導隊長                     |
| 13 | 中村重光             | 1997年03月26日 - 1999年03月31日 | 陸上自衛隊幹部学校研究員                               | 情報本部勤務                     |
| 14 | 山下高憲             | 1999年04月01日 - 2001年03月31日 | 西部方面総監部装備部施設課長                           | 第6施設群長                      |
| 15 | 尾下光三郎           | 2001年04月01日 - 2003年03月26日 | 自衛隊群馬地方連絡部副部長                             | 陸上自衛隊幹部学校総務部総務課長 |
| 16 | 野上中生             | 2003年03月27日 - 2005年03月22日 | 陸上自衛隊少年工科学校総務部長                         | 第11師団司令部勤務               |
| 17 | 渡部利光             | 2005年03月23日 - 2007年03月22日 | 第6師団司令部第4部長                                   | 大久保駐屯地業務隊長             |
| 18 | 麦田敬業             | 2007年03月23日 - 2009年03月23日 | 第48普通科連隊長                                       | 西部方面総監部付                 |
| 末 | 重信勝利             | 2009年03月24日 - 2010年03月25日 | 陸上幕僚監部装備部需品課 総括班長                      | 第15後方支援隊長                 |